# Папужник новокаледонський
Папу́жник новокаледонський (Erythrura psittacea) — вид горобцеподібних птахів родини астрильдових (Estrildidae). Ендемік Нової Каледонії.

## Опис
Довжина птаха становить 12-14 см, вага 10,5-11,5 г. Виду не притаманний статевий диморфізм. Забарвлення переважно зелене. Лоб, обличчя, скроні, щоки, горло і верхня частина грудей яскраво-червоні, від дзьоба до очей ідуть коричневі смуги. Махові пера темно-коричневі з яскраво-зеленими краями і кінчиками. Гузка, надхвістя і центральні стернові пера червоні, решта стернових пер коричневі з червонуватими кінчиками. Дзьоб короткий, товстий, чорнуватий, очі темно-карі, лапи світло-рожеві або світло-коричневі.

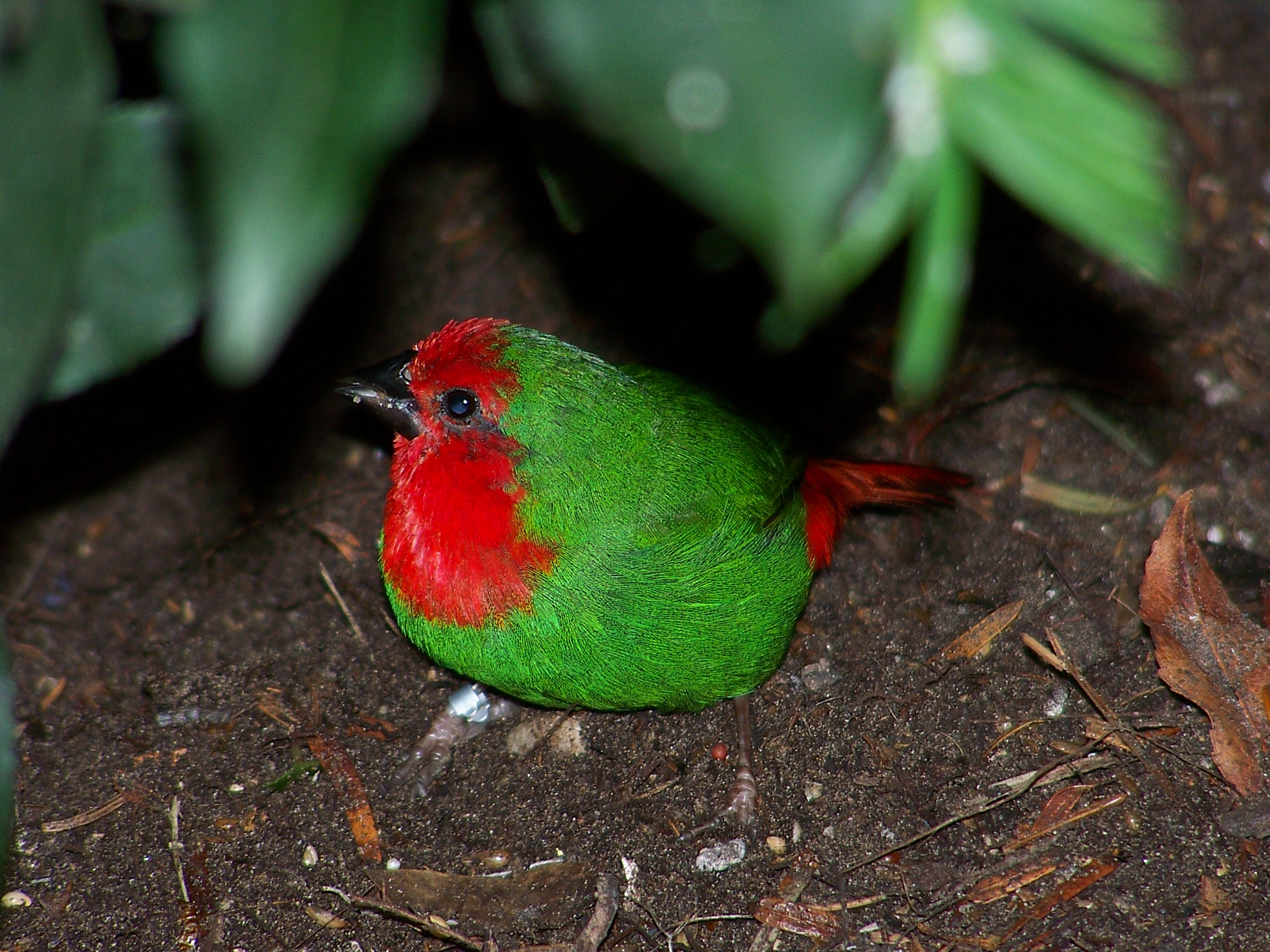
Новокаледонський папужник

## Поширення і екологія
Новокаледонські папужники мешкають на островах Нова Каледонія, Луайоте і Іль-де-Пінс. Інтродуковані популяції існують також на островах Ефате і Емае у Вануату — ймовірно вони є нащадками птахів, що втікли з неволі. Новокаледонські папужники живуть на узліссях тропічних лісів, на галявинах, на плантаціях і в садах. Під час негніздового періоду вони утворюють зграйки до 20-30 птахів. Живляться насінням трав, плодами і ягодами, іноді також дрібними комахами та їх личинками.
Гніздування припадає на завершення сезону дощів і триває двічі на рік, у березні і у вересні. Пара птахів будує кулеподібне гніздо з сухої трави, корінців і рослинних волокон, яке встелюється пухом і розміщується в заглибинах серед скель, в дуплі або густій рослинності. В кладці від 3 до 6 рожевих яєць. Насиджують переважно самиці, інкубаційний період триває 13-14 днів. Пташенята покидають гніздо через 16-17 днів після вилуплення, батьки продовжують піклуватися про них ще 2 тижні. Вони набувають дорослого забарвлення у віці 3-4 місяців.